# Institución disciplinaria
La institución disciplinaria es un concepto propuesto por Michel Foucault, en su obra Vigilar y Castigar, en 1975. Las instituciones disciplinarias se caracterizan por la disciplina la vigilancia, la búsqueda de orden y la utilización del castigo y la recompensa. Tienen el pretexto de educar, reeducar, insertar, reinsertar, curar, rehabilitar o modificar conductas, pero su verdadera finalidad es homogeneizar las condiciones, los rasgos y las conductas particulares, alternativos o divergentes, definidos como disfuncionales o antisociales. Algunos ejemplos son las escuelas, las prisiones, las instituciones penales juveniles, los hospitales (especialmente los hospitales psiquiátricos), los orfanatos, los asilos y los cuarteles militares.
Las escuelas y las universidades manifiestan aspectos que las hacen instituciones disciplinarias, ya que el profesor o el director están en una posición de poder ante el alumno. Existen uniformes, que buscan homogeneizar la vestimenta de los estudiantes, pero también existe un sistema de recompensa y castigo, por el que se premia lo que el poder considera como orden, se castiga lo que el poder considera como desorden y se busca en última instancia homogeneizar las conductas de los estudiantes. Las mismas instituciones físicas son tales que permiten que los movimientos de los alumnos sean monitoreados fácilmente por el poder central y transmiten a los alumnos una sensación de estar constantemente vigilados, sin importar que la vigilancia se esté ejerciendo de manera efectiva. Finalmente, el mismo sistema se aplica a la realización de tareas y evaluaciones y termina premiando la reproducción memorística y mecánica de los contenidos que la institución considera verdaderos y castigando el pensamiento crítico, así como la búsqueda de fuentes alternativas de información, consiguiendo finalmente la homogeneización del pensamiento de los estudiantes.
La institucionalización es el proceso por el que un sujeto pasa a ser dependiente de la institución de vigilancia en la que se le ha encuadrado y deja de ser capaz de practicar la vida social en libertad. Este proceso es especialmente visible en los presos o niños, tras largas estancias en cárceles u orfanatos.
La disciplina, según Gilles Deleuze «no se puede identificar con ninguna institución... precisamente porque es un tipo de poder, una tecnología que atraviesa todo tipo de aparato o institución, conectándolos, prolongándolos y haciéndolos converger y funcionar de un nuevo modo».
El concepto se puede relacionar con el de institución total, propuesto por Erving Goffman, en su libro Asylums, y con el de aparato ideológico del Estado, propuesto por Louis Althusser, en su libro Ideological State Apparatus.
Históricamente, las instituciones disciplinarias surgieron en su forma contemporánea con las transformaciones políticas, sociales, económicas e ideológicas de finales del siglo XVIII y comienzos del siglo XIX, en particular la revolución liberal, la revolución burguesa y la revolución industrial. Se pueden identificar con ellas ciertas instituciones caritativo-laborales.